# Олександр Харків
Олександр Ха́рків (1 березня 1897, в м. Кременчук Полтавської області — 14 вересня 1939, у передмісті Стрия) — український маляр-монументаліст і графік.

## Біографія
Олекса, як його називали друзі в Галичині, народився 1 березня 1897 року в м. Кременчуці на Полтавщині. Зростав серед дивовижних краєвидів, широких ланів, перелісків і чистих річок, між живописних пагорбів рідної Полтавщини. Після закінчення реальної гімназії поїхав до Петербурга з наміром студіювати електротехніку. Навчання перервав у 1918—1920 рр., відбуваючи тоді військову службу в армії, дослужився до ступеня поручника. В цей час змінилися професійні зацікавлення молодого чоловіка і в 1922 році записався до Академії мистецтв у Кракові на відділ малярства. Навчався у відомих професорів Станіслава Дембіцького, Йосифа Магоффера (знаменитого маляра і педагога), Яна Войнарського (декоратора). Склав іспити з теоретичних предметів: історії мистецтва і технологічної хімії, а в 1924 р. за малярські праці на академічній виставці він отримав похвальну відзнаку.
Олександр Харків закінчив студії в Академії в 1926 році, після чого його було залучено до співпраці над виконанням декорацій у Вавельському замку. З 1926 року він розгорнув широку мистецьку діяльність, як маляр і педагог. Першою його працею, як художника, був розпис церкви в с. Климківка на Лемківщині. Двома роками пізніше Харків виїхав до Яворова біля Львова, а згодом до Стрия, де працював вчителем рисунку у дівочій гімназії і учительській семінарії.
Виконуючи ці обов'язки, він не забував про свою улюблену справу. Так у 1928—1934 рр. розмальовував церкви або відновлював поліхромії в селах Вілька Роснівська, Завадів, Прилбичі і Наконечне й реставрував фрески в Ягайлонській бібліотеці в Кракові (1925—1926). Розписував церкви й іконостаси у візантійській традиції.
Займався також малюванням портретів (графині Дембіцької, українських гетьманів), краєвидів у реалістичному дусі, екслібрисів. Зароблені кошти жертвував на підтримку інвалідів УПА. Був співорганізатором музею «Яворівщина» та Стрийського краєзнавчого музею «Верховина».
Розстріляний 14 вересня 1939 року польською боївкою на передмісті Стрия у лузі біля с. Дуліби. Життя Олександра Харківа та його молодого асистента — 21 річного студента Краківської академії мистецтв Зенона Охримовича обірвалося саме в часі виконання ними розписів одного з греко-католицьких храмів у с. Завадів, парохом якого був батько Зенона — Богдан Охримович. У цьому храмі прекрасно зберігся образ святого Юрія на коні — остання монументальна праця Олекси Харківа. Вона була знайдена у січні 2003 р. під час санітарного прибирання храму до свят.
Похований митець у Стрию.
Довший час його могилою опікувалась жителька міста Стрия — колишній директор Міської бібліотеки — пані Солонинка Віра Михайлівна. Саме вона приклала багато зусиль, щоб віднайти і зберегти матеріали про життя і творчість художника, знайшла його родичів.
Пошук мистецької спадщини в м. Стрию не дав результатів. Син художника — Олександр Харків, проживає у Філадельфії (США). Зі спадщини батька зберіг близько 30 картин. В Україні оригіналі знайдено тільки три екслібриси та кілька акварелей. Більшість робіт перебувають у приватних колекціях та за кордоном. В журналах «Нотатки з мистецтва», що видаються у США об'єднанням митців українців в Америці, було опубліковано декілька репродукцій з творів художника: портрет. Олія. 1933 р., картина-краєвид. Олія. 1934 р., остання його картина «Моя доля». 1939 р.
Основою творчості художника було зображення природи і побуту людей. Такі картини як «Сіножать», «Підпеньки», «Вісла», «Над рікою Стрий» та інші свідчать про те, що художник безмежно любив природу, сприймав і відтворював глибоко, всією душею її, образи. А роботи «Йордан», «Церква», портрет жінки «Яворівка» говорять, що жив художник разом з народом. Деякі його праці (портрети українських гетьманів, княгині) безслідно зникли. Всі вони мають не лише мистецьку, але й історичну цінність.
Кілька графічних робіт О. Харькова збереглися зі студентських років і зараз зберігаються в графічній колекції бібліотеки Краківської академії мистецтв. Серед них акватинта "Портрет чоловіка з рибою на тлі" (8,7*8,7; 1921), офорт "Христос на троні" (9,2*11,8; 1925), мідьорит "Фантастична сцена" (12,5*13,5; 1921), мідьорит "Етюд жінки" (20*10; 1921), офорт "Фігуративна сцена" (12*9; 1921), офорт "Релігійна сцена" (17,6*11,4; 1921), офорт "Річковий пейзаж" (12*9; 1925), мідьорит "Український культурний світ" (17,3*13; 1925). 